# پوشاک الکترونیک

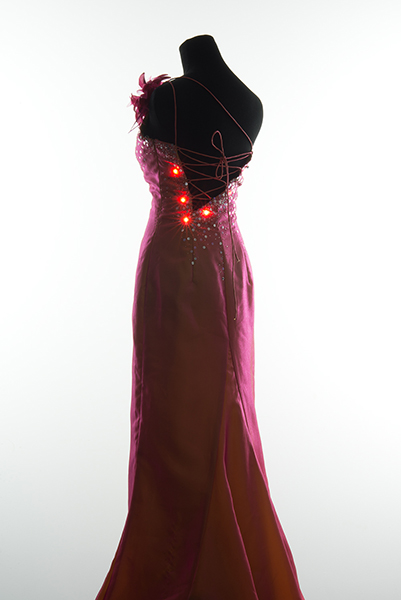
یک لباس با LEDهای قرمز تعبیه شده در پارچه

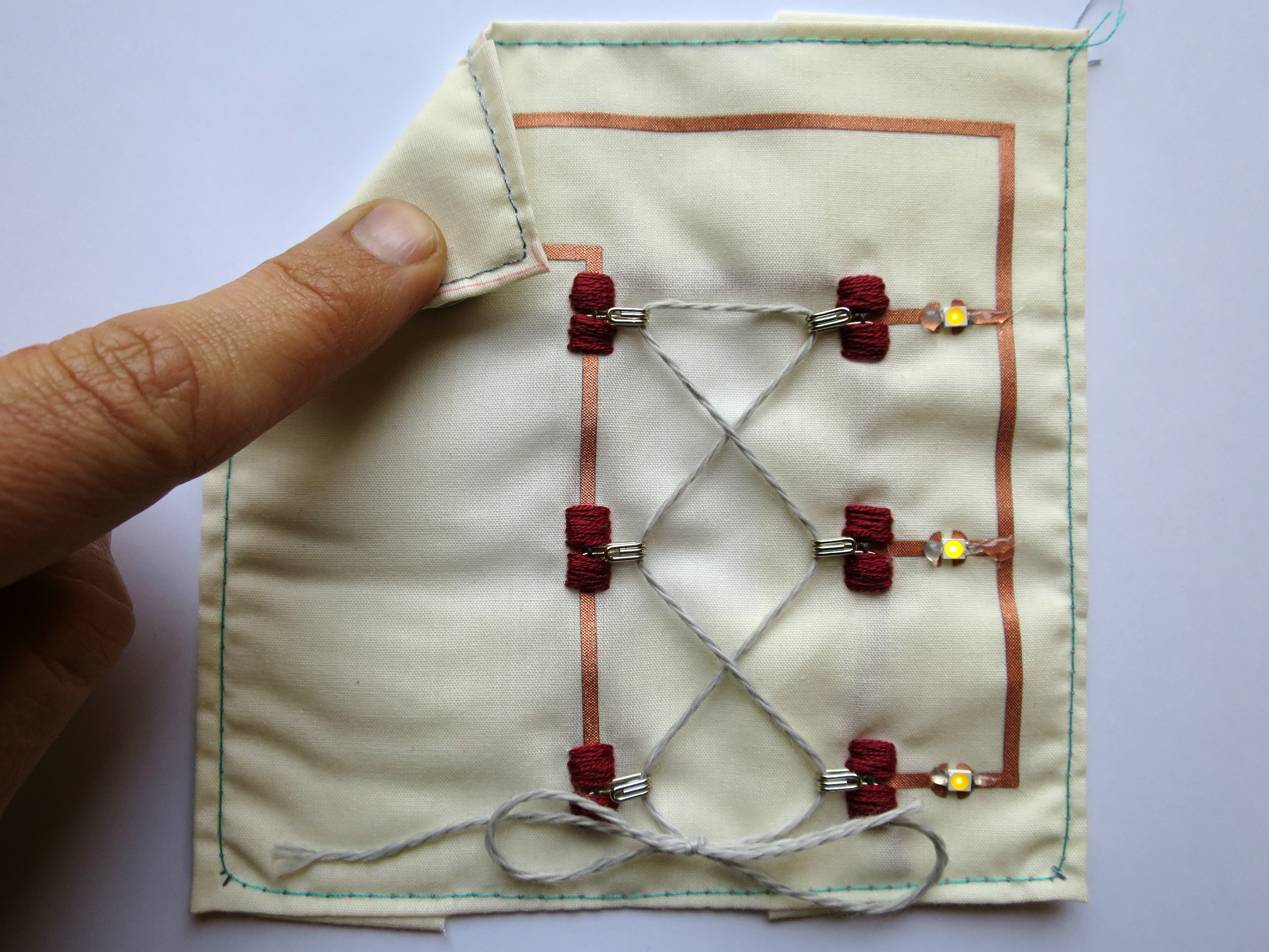
یک نمونه مدار نساجی الکترونیکی

پوشاک الکترونیکی یا پارچه‌های الکترونیکی پارچه‌هایی هستند که امکان تعبیه قطعات الکترونیکی مانند باتری‌ها، چراغ‌ها، حسگرها و میکروکنترلرها را در آنها فراهم می‌کنند. بسیاری از پروژه‌های لباس هوشمند، فناوری پوشیدنی و محاسبات پوشیدنی شامل استفاده از پوشاک الکترونیکی می‌شوند.
پوشاک الکترونیکی از محاسبات پوشیدنی متمایز هستند زیرا تأکید بر ادغام یکپارچه پوشاک با عناصر الکترونیکی مانند میکروکنترلرها، حسگرها و محرک‌ها است. علاوه بر این، پوشاک الکترونیکی نیازی به پوشیدن ندارند. به عنوان مثال، پوشاک الکترونیکی نیز در طراحی داخلی یافت می‌شوند.
حوزه مرتبط فیبرترونیک به بررسی چگونگی ادغام عملکردهای الکترونیکی و محاسباتی در الیاف نساجی می‌پردازد.
گزارش جدید سینتیفیکا تحقیقات بازارهای فناوری‌های پوشیدنی مبتنی بر نساجی، شرکت‌های تولیدکننده آن‌ها و فناوری‌های فعال را بررسی می‌کند. این گزارش سه نسل متمایز از فناوری‌های پوشیدنی نساجی را شناسایی می‌کند:
1. «نسل اول» یک سنسور را به لباس متصل می‌کند. این رویکرد در حال حاضر توسط برندهای پوشاک ورزشی مانند آدیداس، نایک و آندر آرمور اتخاذ شده است
2. محصولات «نسل دوم» حسگر را در لباس جاسازی می‌کنند، همان‌طور که محصولات فعلی سامسونگ، آلفابت، رالف لورن و فلکس نشان داده‌اند.
3. در پوشیدنی‌های «نسل سوم»، لباس حسگر است. تعداد فزاینده ای از شرکت‌ها در حال ایجاد حسگرهای فشار، فشار و دما برای این منظور هستند.

کاربردهای آینده برای پوشاک الکترونیکی ممکن است برای محصولات ورزشی و رفاهی و تجهیزات پزشکی برای نظارت بر بیمار توسعه یابد. پوشاک فنی، مد و سرگرمی نیز کاربردهای مهمی خواهند بود.

## تاریخچه
مواد اولیه مورد نیاز برای ساخت پوشاک الکترونیکی، نخ‌های رسانا و پارچه‌ها بیش از ۱۰۰۰ سال است که وجود داشته است. به‌ویژه، صنعتگران قرن‌هاست که فویل‌های فلزی ظریف، اغلب طلا و نقره را دور تارهای پارچه می‌پیچند. برای مثال، بسیاری از لباس‌های ملکه الیزابت اول با نخ‌های طلا دوخته شده بودند.
در پایان قرن نوزدهم، زمانی که مردم توسعه یافتند و به وسایل برقی عادت کردند، طراحان و مهندسان شروع به ترکیب برق با لباس و جواهرات کردند - یک سری گردنبند، کلاه، سنجاق و لباس‌های مجهز به نور و موتور. به عنوان مثال، در اواخر دهه ۱۸۰۰، یک فرد می‌توانست زنان جوانی را که با لباس‌های شب تزئین شده‌اند، از شرکت Electric Girl Lighting استخدام کند تا سرگرمی‌های مهمانی کوکتل را فراهم کنند.
در سال ۱۹۶۸، موزه صنایع دستی معاصر در شهر نیویورک یک نمایشگاه پیشگامانه به نام پوشش بدن برگزار کرد که بر رابطه بین فناوری و پوشاک متمرکز بود. در این نمایشگاه لباس‌های فضایی فضانوردان به همراه لباس‌هایی که می‌توانند باد و باد شوند، روشن شوند و خود را گرم و خنک کنند به نمایش گذاشته شد. به ویژه در این مجموعه قابل توجه کار دیانا دیو، طراح بود که خطی از مدهای الکترونیکی ایجاد کرد، از جمله لباس‌های مهمانی الکترولومینسانس و کمربندهایی که می‌توانستند آژیرهای هشدار را به صدا درآورند.
در سال ۱۹۸۵، مخترع هری وین رایت اولین ژاکت کاملاً متحرک را ساخت. این پیراهن از فیبر نوری، سرب و یک ریزپردازنده برای کنترل فریم‌های تکی انیمیشن تشکیل شده بود. نتیجه کاریکاتور تمام رنگی بود که روی سطح پیراهن نمایش داده شد. در سال ۱۹۹۵، Wainwright اولین ماشینی را اختراع کرد که فیبر نوری را قادر می‌ساخت تا به پارچه تبدیل شود، فرآیندی که برای تولید به اندازه کافی برای بازارهای انبوه مورد نیاز بود و در سال ۱۹۹۷، یک طراح ماشین آلمانی به نام Herbert Selbach را از Selbach Machinery برای تولید در جهان استخدام کرد. اولین دستگاه کنترل عددی کامپیوتری (CNC) قادر به کاشت خودکار فیبر نوری در هر ماده انعطاف‌پذیر است. با دریافت اولین اختراع از ده‌ها امتیاز بر اساس نمایشگرها و ماشین آلات LED/Optic در سال ۱۹۸۹، اولین ماشین‌های CNC در سال ۱۹۹۸ با تولید کت‌های متحرک برای پارک‌های دیزنی در سال ۱۹۹۸ شروع به تولید کردند. اولین ژاکت‌های نمایشگر بیوفیزیکی ECG با استفاده از نمایشگرهای LED/اپتیک توسط Wainwright و David Bychkov، مدیر عامل Exmovere در آن زمان در سال ۲۰۰۵ با استفاده از حسگرهای GSR در ساعتی که از طریق بلوتوث به صفحه‌نمایش تعبیه‌شده قابل شستشو در ماشین لباسشویی در کت جین متصل شده بود، ایجاد شد. در کنفرانس پارچه‌های هوشمند که در ۷ مه ۲۰۰۷ در واشینگتن دی سی برگزار شد نشان داده شد. فن‌آوری‌های پارچه هوشمند اضافی توسط Wainwright در دو کنفرانس Flextech Flexible Display که در فونیکس، AZ برگزار شد، رونمایی شد که نمایشگرهای دیجیتال مادون قرمز را در پارچه‌ها برای IFF (شناسایی دوست یا دشمن) نشان می‌دهد که در سال ۲۰۰۶ برای ارزیابی به BAE Systems ارسال شد و برنده شد. جایزه «اشاره به افتخار» از ناسا در سال ۲۰۱۰ در گزارش‌های فنی آنها، مسابقه «طراحی آینده». پرسنل MIT چندین کت کاملاً متحرک برای محققان خود خریداری کردند تا در تظاهرات خود در سال ۱۹۹۹ بپوشند تا توجه خود را به تحقیقات «رایانه پوشیدنی» جلب کنند. Wainwright در ۵ ژوئن ۲۰۱۲ در کنفرانس نساجی و رنگ‌گرایان در ملبورن استرالیا مأموریت یافت تا سخنرانی کند. از او خواسته شد تا آثار پارچه‌ای خود را که با استفاده از هر گوشی هوشمند تغییر رنگ می‌دهند، نشان‌دهنده تماس‌گیرندگان در تلفن‌های همراه بدون نمایشگر دیجیتال و دارای ویژگی‌های امنیتی WIFI است که از کیف‌ها و وسایل شخصی در برابر سرقت محافظت می‌کند، نشان دهد.

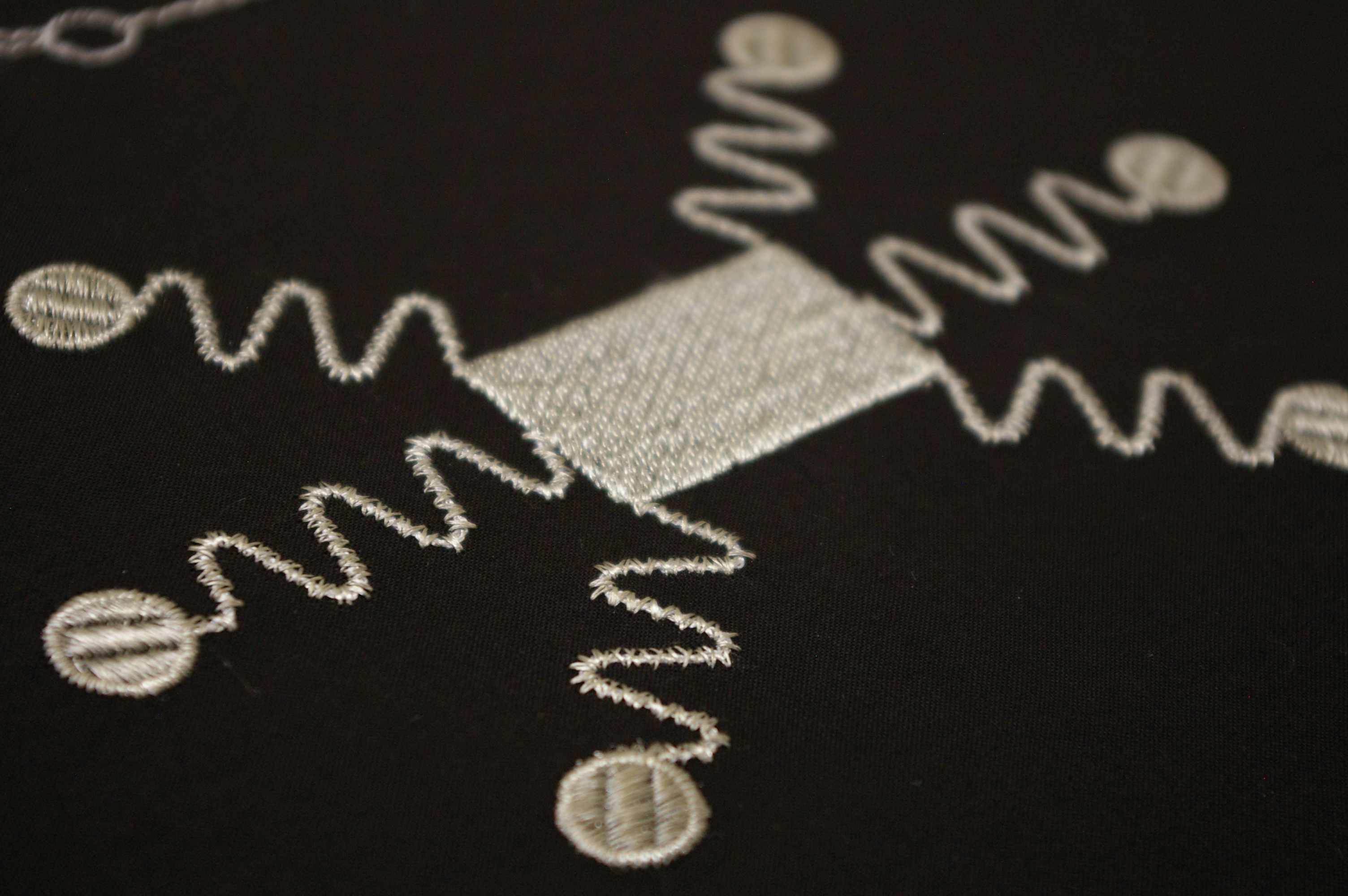
نخ رسانا دوزی شده

در اواسط دهه ۱۹۹۰، تیمی از محققان MIT به رهبری استیو مان، تاد استارنر و سندی پنتلند شروع به توسعه آنچه که کامپیوترهای پوشیدنی نامیدند، کردند. این دستگاه‌ها شامل سخت‌افزار رایانه‌ای سنتی بود که به بدنه متصل می‌شد و روی آن حمل می‌شد. در پاسخ به چالش‌های فنی، اجتماعی و طراحی که این محققان با آن مواجه بودند، گروه دیگری در MIT، که شامل Maggie Orth و Rehmi Post می‌شد، شروع به بررسی این کردند که چگونه چنین دستگاه‌هایی می‌توانند با زیبایی بیشتری در لباس و دیگر لایه‌های نرم ادغام شوند. در میان پیشرفت‌های دیگر، این تیم ادغام الکترونیک دیجیتال با پارچه‌های رسانا را بررسی کرد و روشی را برای گلدوزی مدارهای الکترونیکی توسعه داد. یکی از اولین میکروکنترلرهای پوشیدنی مبتنی بر آردوینو که Lilypad Arduino نام دارد نیز در آزمایشگاه رسانه MIT توسط لیا بوچلی ساخته شد.
خانه‌های مد مانند CuteCircuit از پارچه‌های الکترونیکی برای مجموعه‌های مد لباس و پروژه‌های خاص خود استفاده می‌کنند. پیراهن در آغوش CuteCircuit به کاربر این امکان را می‌دهد که از طریق سنسورهای داخل لباس بغل‌های الکترونیکی بفرستد.

## نمای کلی
حوزه پوشاک الکترونیکی را می‌توان به دو دسته اصلی تقسیم کرد:
- پوشاک الکترونیکی با وسایل الکترونیکی کلاسیک مانند هادی‌ها، مدارهای مجتمع، LEDها، OLED و باتری‌های معمولی که در لباس‌ها جاسازی شده‌اند.[۱۲]
- پوشاک الکترونیکی با وسایل الکترونیکی که مستقیماً در بسترهای نساجی ادغام شده‌اند.[۱۳] این می‌تواند شامل الکترونیک غیرفعال مانند هادی‌ها و مقاومت‌ها یا اجزای فعال مانند ترانزیستورها، دیودها و سلول‌های خورشیدی باشد.

پوشاک الکترونیکی عمدتاً نخ، منسوجات و پارچه رسانا هستند در حالی که نیمی دیگر از تأمین کنندگان و تولیدکنندگان از پلیمرهای رسانا مانند پلی استیلن و پلی فنیلن وینیلن استفاده می‌کنند.
اکثر پروژه‌های تحقیقاتی و تجاری نساجی الکترونیکی ترکیبی هستند که در آن قطعات الکترونیکی تعبیه شده در منسوجات به دستگاه‌ها یا قطعات الکترونیکی کلاسیک متصل می‌شوند. برخی از نمونه‌ها دکمه‌های لمسی هستند که با استفاده از بافت‌های پوشاک رسانا به‌طور کامل به شکل پارچه ساخته می‌شوند، که سپس به دستگاه‌هایی مانند پخش‌کننده موسیقی یا LEDهایی که روی شبکه‌های فیبر رسانای بافته شده نصب می‌شوند وصل می‌شوند تا نمایشگر را تشکیل دهند.
حسگرهای چاپی برای نظارت فیزیولوژیکی و محیطی در منسوجات از جمله پنبه، گورتکس، و نئوپرن ادغام شده‌اند.

## حسگرها
پارچه نساجی هوشمند را می‌توان از موادی از پنبه سنتی، پلی استر و نایلون گرفته تا کولار پیشرفته با قابلیت‌های یکپارچه تهیه کرد. اما در حال حاضر پارچه‌هایی با رسانایی الکتریکی مورد توجه هستند. پارچه‌های رسانای الکتریکی با رسوب نانوذرات فلزی در اطراف الیاف و پارچه‌های بافته شده تولید شده‌اند. پارچه‌های فلزی به دست آمده رسانا، آبدوست و دارای سطح الکترواکتیو بالایی هستند. این ویژگی‌ها آنها را به بسترهای ایده‌آلی برای سنجش زیستی الکتروشیمیایی تبدیل می‌کند، که با تشخیص DNA و پروتئین‌ها نشان داده شده است.
دو نوع محصول هوشمند نساجی (پارچه) وجود دارد که برای نظارت بر سلامتی توسعه یافته و مورد مطالعه قرار گرفته‌اند: پارچه‌ای با حسگرهای الکترونیکی مبتنی بر نساجی و پارچه‌ای که الکترونیک سنسورهای سنتی را پوشش می‌دهد. نشان داده است که بافندگی می‌تواند برای ترکیب نخ رسانای الکتریکی در پارچه برای به دست آوردن منسوجاتی که می‌تواند به عنوان «مادربرد پوشیدنی» استفاده شود، استفاده شود. این می‌تواند چندین حسگر روی بدن مانند الکترودهای ژل ECG مرطوب را به تجهیزات الکترونیکی دریافت سیگنال متصل کند. تحقیقات بعدی نشان داده است که نخ‌های رسانا می‌توانند در ساخت حسگرهای پارچه‌ای ساخته شده از پارچه یا مش‌های فلزی که با نقره یا هسته‌های فلزی رسانا بافته شده در پارچه پوشانده شده‌اند، مفید باشند.
دو رویکرد گسترده برای ساخت لباس با الکترودهای حسگر ECG در تحقیقات وجود دارد:
- پوشاک تمام شده از طریق عملکرد یا ادغام لباس‌های تمام شده با عناصر حسگر. این رویکرد شامل ادغام الکترودهای تمام شده در لباس‌های تمام شده با دوختن الکترودها در مکان‌های مناسب روی لباس یا استفاده از تکنیک‌های رسوب برای انتقال مواد کاربردی در مکان‌های مناسب است.
- لباس‌های ناتمام. معرفی مواد هوشمند در فرایند تولید پوشاک. این رویکرد در Finished مستلزم استفاده از تکنیک‌های ساخت پارچه برای تشکیل پارچه‌های بافته یا نبافته با گنجاندن مواد کاربردی است.[۲۳]

## فیبرترونیک
درست مانند الکترونیک کلاسیک، ساخت قابلیت‌های الکترونیکی بر روی الیاف نساجی مستلزم استفاده از مواد رسانا و نیمه رسانا مانند منسوجات رسانا است. امروزه تعدادی الیاف تجاری وجود دارد که شامل الیاف فلزی مخلوط با الیاف نساجی می‌شود تا الیاف رسانا را تشکیل دهد که می‌توان بافته یا دوخت. با این حال، از آنجایی که هم فلزات و هم نیمه هادی‌های کلاسیک مواد سفت هستند، برای کاربردهای الیاف نساجی چندان مناسب نیستند، زیرا الیاف در حین استفاده در معرض کشش و خمش زیادی قرار می‌گیرند.
پوشیدنی‌های هوشمند دستگاه‌های الکترونیکی متصل به مصرف‌کننده هستند که ممکن است در لباس جاسازی شوند.
یکی از مهم‌ترین مسائل منسوجات الکترونیکی این است که الیاف باید قابل شستشو باشند؛ بنابراین اجزای الکتریکی باید در حین شستشو عایق بندی شوند تا از آسیب جلوگیری شود.
دسته جدیدی از مواد الکترونیکی که برای منسوجات الکترونیکی مناسب ترند، دسته مواد الکترونیکی آلی هستند، زیرا می‌توانند رسانا و نیمه رسانا باشند و به صورت جوهر و پلاستیک طراحی شوند.
برخی از پیشرفته‌ترین عملکردهایی که در آزمایشگاه نشان داده شده‌اند عبارتند از:
- ترانزیستورهای فیبر آلی:[۲۶][۲۷] اولین ترانزیستور فیبر نساجی که کاملاً با تولید پارچه سازگار است و اصلاً فلزی ندارد.
- سلول‌های خورشیدی آلی بر روی الیاف[۲۸]

## کاربردها

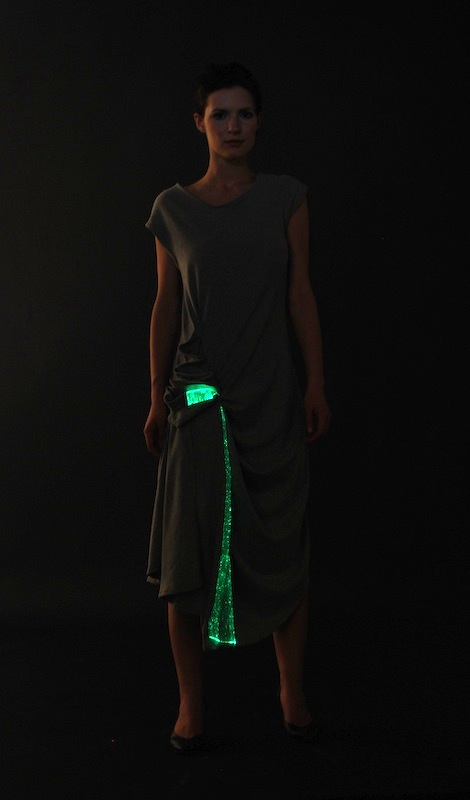
ال ای دی و فیبر نوری به عنوان بخشی از مد

- نظارت بر سلامت علائم حیاتی مانند ضربان قلب، تعداد تنفس، دما، فعالیت و وضعیت بدن.
- جمع‌آوری داده‌های تمرینات ورزشی
- نظارت بر پرسنل در حال جابجایی با مواد خطرناک
- ردیابی موقعیت و وضعیت سربازان در عمل
- اپلیکیشن نظامی – جلیقه کولار ضد گلوله سرباز؛ اگر به پوشنده شلیک شود، ماده می‌تواند ضربه گلوله را حس کند و پیام رادیویی را به پایگاه ارسال کند[۲۹]
- نظارت بر خستگی خلبان یا راننده کامیون
- تشخیص ناراحتی افراد قطع عضو[۳۰]
- ادراک حسی را که قبلاً بر اثر تصادف یا تولد از دست داده بود، بازیابی کنید
- مد نوآورانه (تکنولوژی پوشیدنی) - منسوجات الکترونیکی در لباس‌های فنی مانند لباس ها/لوازم جانبی که شاخص‌های سلامتی هستند (ضربان قلب، دما و فعالیت عضلات) استفاده می‌شود.
- صنعت مد – منسوجات الکترونیکی برای تولید پوشاک و لوازم جانبی برای بهبود نمایش بصری محصول استفاده می‌شود.
- فناوری کمکی: لباس‌هایی که به افراد دارای معلولیت کمک می‌کند
- ابزارهای آموزشی تعاملی: لباس‌ها و اسباب بازی‌هایی که به کودکان کمک می‌کند با صداها و نورها یاد بگیرند
- لباس‌های پایش محیطی: لباس‌هایی که می‌توانند تشخیص دهند هوا کثیف است یا تمیز